# 小行星1006
小行星1006（1006 Lagrangea）是一顆圍繞太陽公轉的小行星。
該小行星以法國天文學家約瑟夫·拉格朗日命名。